# Goudklauwtjesmos
Goudklauwtjesmos (Hypnum imponens) is een soort mos uit het geslacht klauwtjesmos (Hypnum).
Het is een weinig algemene soort van natte heide in het Noord-Atlantisch gebied, die ook in België en Nederland zeldzaam voorkomt.

## Etymologie en naamgeving
- Synoniem: Stereodon imponens (Hedwig) Mitten, Hypnum cupressiforme var. imponens (Hedw.) Mach

- Duits: Geradfrüchtiges Schlafmoos
- Engels: Flat Plait-moss

De botanische naam Hypnum is afkomstig van de Oudgriekse mythologische figuur Hypnos, de personificatie van de slaap, omwille van het eertijdse gebruik van het mos als kussen- en matrasvulling. De soortaanduiding imponens komt uit het Latijn en betekent 'indrukwekkend'.

## Determinatie
Goudklauwtjesmos vormt goudglanzende matten met tot 10 cm lange, roodgekleurde, liggende stengels, onregelmatig vertakt, afgeplat bebladerd, zacht aanvoelend. De stengelblaadjes zijn bleekgroen tot goudgeel of lichtbruin, sterk gekromd en hol, driehoekig-ovaal tot lancetvormig, geleidelijk vernauwend tot een draadvormige spits. Daarnaast draagt de stengel dikwijls talrijke lancetvormige, getande, soms meertoppige parafylliën, sterk gereduceerde blaadjes.
Goudklauwtjesmos is een tweehuizige plant, de mannelijke (antheridiën) en vrouwelijke (archegoniën) voortplantingsorganen ontstaan op verschillende planten.
Sporofyten zijn niet algemeen. Ze bestaat uit een tot 3 cm lange roodbruine steel of seta met aan de top een rechtopstaande tot licht schuine, roodbruine, gebogen cilindrische sporogoon of sporenkapsel, tot 3 mm lang.

### Gelijkende taxa
Goudklauwtjesmos is zonder microscopisch onderzoek niet eenvoudig te onderscheiden van het zeer variabele gesnaveld klauwtjesmos (H. cupressiforme). Het verschilt ervan door de meestal talrijk aanwezige parafylliën op de stengel en de - zelden voorkomende - rechtopstaande sporogonen.

## Ecologie
Goudklauwtjesmos is te vinden in natte heide en veenmoerassen, soms op rotsen.

### Syntaxonomie
Goudklauwtjesmos staat te boek als kensoort voor de associatie van moeraswolfsklauw en snavelbies (Lycopodio-Rhynchosporetum).

## Verspreiding
Goudklauwtjesmos is een weinig algemene soort van het Noord-Atlantisch gebied. In België en Nederland komt het zeer zeldzaam voor. Het staat op de rode lijst in de catgorie 'Ernstig bedreigd'.
... · H. andoi (bosklauwtjesmos) · H. cupressiforme (gesnaveld klauwtjesmos) · H. cupressiforme var. filiforme (hangend klauwtjesmos) · H. cupressiforme var. heseleri (kroezig klauwtjesmos) · H. cupressiforme var. lacunosum (duinklauwtjesmos) · H. cupressiforme var. resupinatum (zijdeklauwtjesmos) · H. cupressiforme var. tectorum (recht klauwtjesmos) · H. imponens (goudklauwtjesmos) · H. jutlandicum (heideklauwtjesmos) · H. pallescens (klein klauwtjesmos) · H. pratense (weideklauwtjesmos) · ...